# Беркут (дирижабль)
Беркут (Clement Bayard № 1) — российский мягкий дирижабль, купленный у Франции. Совершил свой первый полёт 29 октября 1908 года.

## История
Дирижабль был построен во Франции фирмой «Астра» в 1908 году. 29 октября того же года дирижабль совершил первый полёт. На дирижабле использовалось газовое оперение.
В 1909 году дирижабль установил рекорд пребывания на высоте 1 500 метров, продержавшись на ней 2 часа. В конце полёта двигатели остановились, и дирижабль снесло ветром в Сену. При аварии экипаж не пострадал, а дирижабль получил лёгкие повреждения.
В 1910 году дирижабль купила Россия. В преддверии Первой мировой войны «Беркут» был передан в распоряжение 2-й воздухоплавательной роте, где на него установили пулемёты Мадсен. К началу войны дирижабль устарел и прошёл капитальный ремонт.
В 1916 году «Беркут» был разобран и больше никогда не восстанавливался.